# Chiesa di Sant'Andrea Apostolo a Cennano

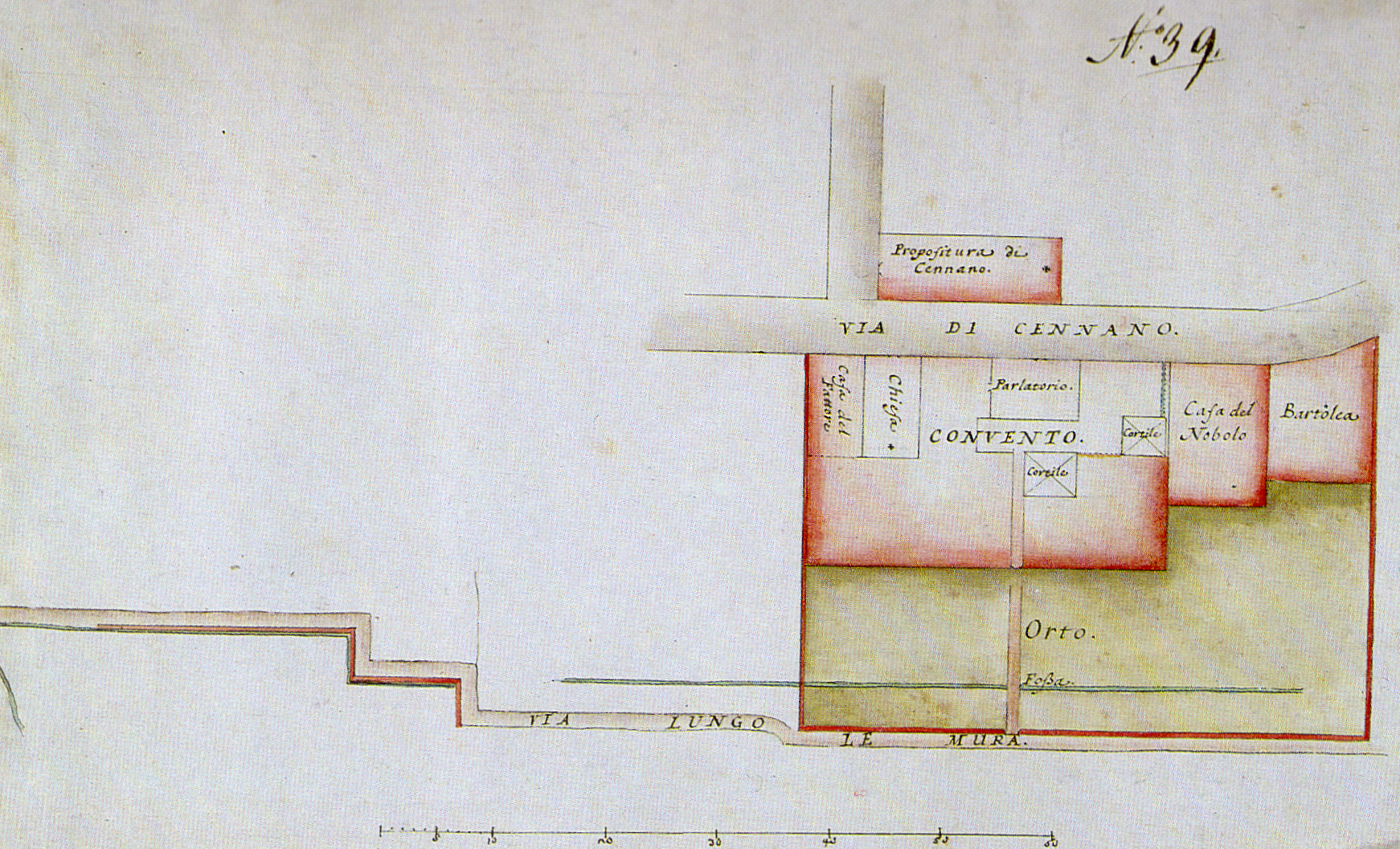
Via Cennano in una carta del Settecento

La chiesa di Sant'Andrea Apostolo a Cennano era un'antica chiesa di Montevarchi che, dalla prima metà del Duecento al 1821, occupò la cantonata tra via Bartoli e via Cennano; recentemente, rimuovendo l'intonaco dell'edificio al numero 2, è venuto fuori un affresco, risalente al XVII secolo, raffigurante sant'Andrea con dei pesci nella mano destra e dietro la croce del martirio.

## Toponomastica
La parola Cennano deriva da “cennare” - cenno  (dal tardo latino:  CINNU(M) di incerta derivazione),
nel suo significato di   “segnalazione fatta per mezzo di suoni, fuochi o spari “.(cit. Dante:   ”Con tamburi e con cenni di castelli“ ). Ricordo che in passato ed ancora oggi, nella campagna toscana, per annunciare le messe festive, il campanaro azionava le campane in diversi modi, con le mani o con l'aiuto aggiuntivo di un piede, se le funi da tirare erano tre: 
Per es., primo doppio, secondo doppio, terzo doppio, Ave Maria e Cenno, ad intervalli di tempo conosciuti dagli abitanti. 
Quando la campana suonava il “Cenno”, significava che la funzione religiosa aveva inizio. Per cui, pur con la scarsità di orologi da parte degli abitanti del circondario (magari stavano lavorando nei campi, o nelle stalle, o semplicemente si stavano preparando), questi potevano recarsi in orario alla celebrazione del rito.

## Storia
Una primitiva chiesa medievale sorgeva sul colle di Cennano, presso il castellare di Montevarchi. A metà del XIII secolo, dopo l'abbandono del castello da parte dei suoi abitanti, anche la chiesa dell'insediamento, Sant'Andrea a Cennano, fu spostata nel luogo dove i fedeli si erano insediati, nella valle ai piedi del poggio del castello.
Tuttavia lo spostamento a valle della parrocchia non era tanto semplice come quello dei parrocchiani. Infatti Cennano dipendeva dal Piviere di San Giovanni di Petrolo a Galatrona in diocesi di Arezzo mentre sia il castello sia il nuovo borgo a valle dipendevano dalla diocesi di Fiesole.
Si intavolarono allora delle lunghe da Ser Accursio, notaio del vescovo di Fiesole, il 25 agosto 1275, del parroco di Cennano al priore di San Lorenzo ed al vescovo di Fiesole. Si preferì comunque di non costruire una nuova chiesa ma si scelse  di occupare la già esistente chiesa dedicata a san Bartolomeo apostolo. L'edificio venne completamente ristrutturato e, dopo che nelle fondamenta fu murata una pietra appositamente benedetta dal vescovo di Fiesole, riconsacrato coi titoli di sant'Andrea e san Bartolomeo. La nuova chiesa non aveva però un vero e proprio territorio parrocchiale e quindi i parrocchiani della chiesa di Sant'Andrea rimasero quelle famiglie originarie del castello. La giurisdizione territoriale le venne assegnata successivamente, ma non dentro la città, bensì fuori, nel territorio della diocesi di Arezzo che comprendeva l'area della Ginestra e dell'odierna Levanella.

L'8 febbraio 1557 la chiesa fu elevata a prepositura dal vescovo di Arezzo Bernardetto Minerbetti. Ma la promozione di Cennano fece in qualche modo saltare l'accordo del 1275 e la città si divise subito in due fazioni rivali: quella dei Cennanini capitanati dalla famiglia Finali e quella dei Laurenziani facenti capo ai Nacchianti. Quella che all'inizio sembrava una semplice baruffa paesana, col passare del tempo si trasformò, invece di acquietarsi, in un vero e proprio scontro aperto e senza esclusione di colpi, tanto che il podestà di Montevarchi, Pietro Accolti, fu costretto nel 1638 a segnalare la vicenda al Granduca Ferdinando II.

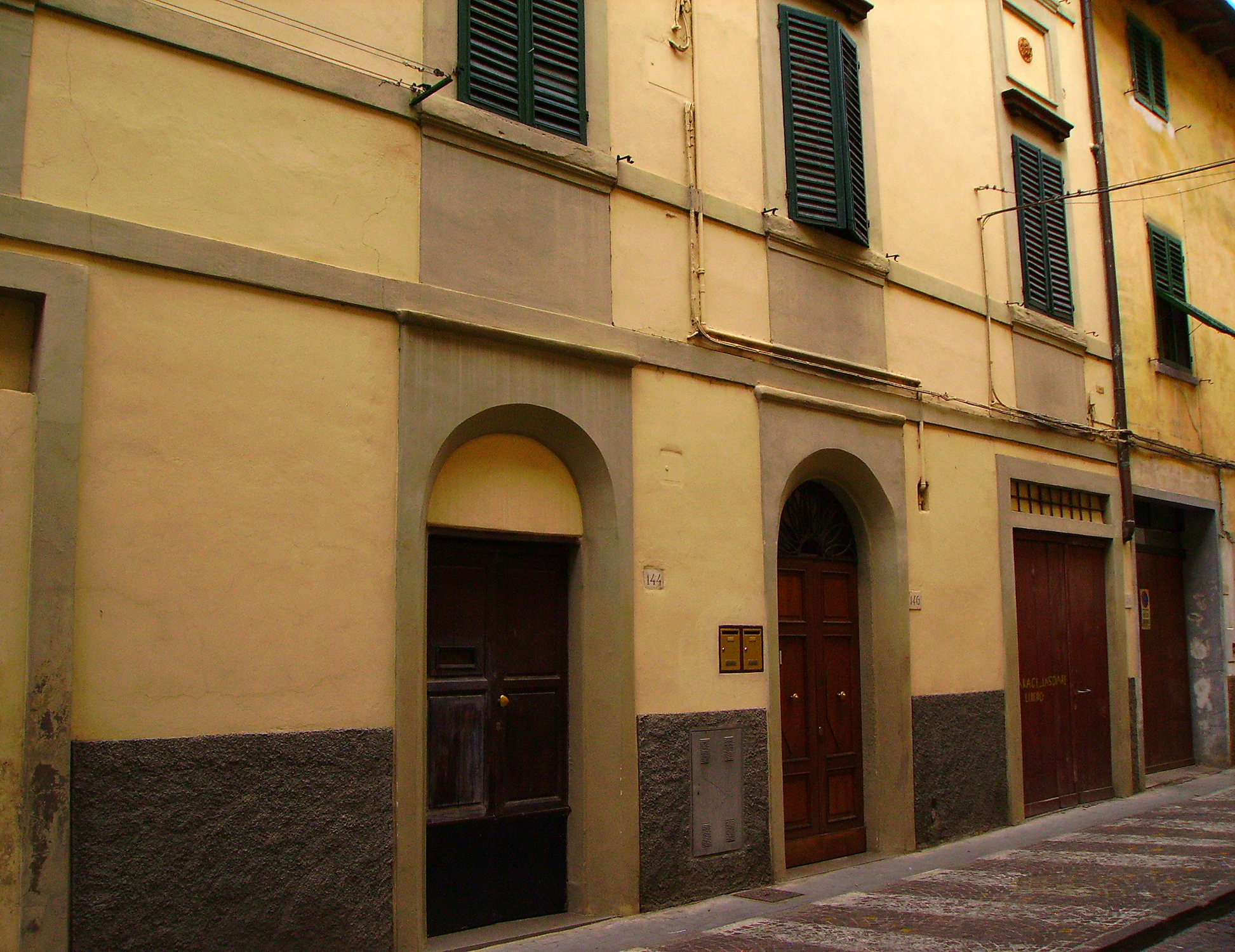
Il lato esterno su via Cennano

Dovette allora intervenire direttamente la curia di Roma nella figura del cardinale Francesco Barberini, all'epoca vice cancelliere di Santa Romana Chiesa, con un lodo del 25 marzo 1639 confermato poi da una bolla di Urbano VIII del 21 luglio successivo, che assegnava la parrocchia di Cennano a Fiesole in cambio di quella collinare di Moncioni che sarebbe passata ad Arezzo. Ma la bolla era viziata da un vuoto legislativo e attribuiva alla parrocchia di Cennano e alla diocesi di Fiesole solo le case entro le mura di Montevarchi e non quelle fuori che, pur essendo parrocchia di Cennano, rimanevano sotto la giurisdizione diocesana di Arezzo.
Fu così che le liti, invece di diminuire, aumentarono e si fecero tanto acri che il granduca Pietro Leopoldo, il 10 giugno 1787, con un motu proprio ordinò la soppressione di Cennano e la sua aggregazione alla Collegiata di San Lorenzo. I cennanesi però si fecero ancora più bellicosi e allora il nuovo granduca Ferdinando III, su intercessione del vescovo di Fiesole Ranieri Mancini, nel 1792 con un "rescritto" revocò il motu proprio, obbligando però Cennano a rinunciare a quella parte del suo territorio fuori città (e fuori diocesi) che sarebbe invece andato a costituire la erigenda parrocchia di Levanella. Dopo la firma, in data 29 gennaio 1793, di un documento di intesa tra Arezzo e Fiesole, che venne successivamente controfirmato anche da Pio VI, la parrocchia fu ufficialmente ripristinata.
La chiesa di via Bartoli comunque fu presto abbandonata dato che era in pessime condizioni e i parrocchiani, invece di spendere per restaurarla, chiesero di traslare la parrocchia nella chiesa del convento di San Ludovico rimasta libera e ancora in buone condizioni, e ricevettero l'autorizzazione granducale il 17 settembre 1821. In seguito, nonostante il 4 novembre 1824 il proposto della collegiata Anton Gaetano Graziosi, in esecuzione di un decreto vescovile, avesse proibito che la vecchia chiesa ormai in rovina venisse destinata a usi civili, essa venne venduta comunque a privati che la trasformarono in botteghe e abitazioni.
Deve essere avvenuta in questo periodo la dispersione del patrimonio artistico della chiesa che, tra altre opere, conservava una tela di Carlo Dolci del 1656 raffigurante la Madonna con Santa Maria Maddalena e Santa Caterina d’Alessandria che mostra l'immagine di San Domenico di Soriano, poi smembrata e non ancora rintracciata.